# Rusałki (obraz Witolda Pruszkowskiego)
Rusałki – obraz olejny Witolda Pruszkowskiego namalowany w roku 1877. Znajduje się w zbiorach Muzeum Narodowego w Krakowie (nr inw.: MNK II-a-5 ) i jest eksponowany w Sukiennicach, w Galerii Sztuki Polskiej XIX wieku, w Sali Chełmońskiego. Wymiary obrazu to: wysokość: 250 cm, szerokość: 161 cm. Praca posiada sygnaturę twórcy: Witold Pruszkowski / w Krakowie 1877 roku.

## Opis obrazu
Obraz Rusałki odzwierciedla fascynację Pruszkowskiego słowiańską mitologią. Na płótnie widzimy popularny motyw wabienia młodych mężczyzn przez fantastyczne kobiece postacie, nazywane rusałkami. Te żeńskie demony, pojawiają się u wszystkich Słowian zachodnich, do polskiej kultury trafiły razem z ukraińskim folklorem. W nocnej scenerii widzimy trzy rusałki wyobrażone jako dziewczęta w ukraińskich strojach. Starają się swoim urokiem zwabić postać męską widoczną w tle. Na pierwszym planie leży ciało poprzedniej ofiary. Opracowany w stonowanym kolorycie pejzaż tonie w mroku, księżycowy blask wydobywa barwność stroju rusałek.

## Udział w wystawach
- L'Avant printemps [Przedwiośnie], 2001-10-02 - 2002-02-28; Zamek Królewski w Warszawie Pomnik Historii i Kultury Narodowej[1].